# NGC 7021
NGC 7021 (NGC 7020) je lećasta galaktika u zviježđu Paunu. Naknadno je utvrđeno da je NGC 7020 ista galaktika.

## Vanjske poveznice
- (engl.) SEDS: NGC 7021
- (engl.) Hartmut Frommert: Revidirani Novi opći katalog
- (engl.) Izvangalaktička baza podataka NASA-e i IPAC-a
- (engl.) Astronomska baza podataka SIMBAD
- (engl.) VizieR
- DSS-ova slika NGC 7021  Arhivirana inačica izvorne stranice od 3. kolovoza 2016. (Wayback Machine)
- (engl.) Auke Slotegraaf: NGC 7021 Deep Sky Observer's Companion
- (engl.) Courtney Seligman: Objekti Novog općeg kataloga: NGC 7000 - 7049